# Choerophryne exclamitans
Choerophryne exclamitans es una especie de anfibio anuro de la familia Microhylidae.

## Distribución geográfica
Esta especie es endémica de la provincia de Morobe de Papua Nueva Guinea. Está presente entre los 750 y 1100 m de altitud en el Monte Shungol.

## Publicación original
- Kraus & Allison, 2005 : New species of Albericus (Anura: Microhylidae) from eastern New Guinea. Copeia, vol. 2005, n.º 2, p. 312-319.[6]